# Фултон, Роберт
Ро́берт Фу́лтон (англ. Robert Fulton; 14 ноября 1765, Литтл-Бритн, Пенсильвания — 24 февраля 1815, Нью-Йорк, Нью-Йорк) — американский инженер и изобретатель, создатель одного из первых пароходов и проекта одной из первых подводных лодок. В 1807 году пароход Фултона North River Steamboat (позже Clermont) путешествовал по реке Гудзон с пассажирами из Нью-Йорка в Олбани и обратно, совершив круговую поездку в 480 км (300 миль) за 62 часа. Успех его парохода изменил речное движение и торговлю на главных американских реках.
В 1800 году Наполеон Бонапарт поручил Фултону разработать подводную лодку; он соорудил подводную лодку Наутилус, которая является первой практической подводной лодкой в истории человечества. Фултону также приписывают изобретение самых первых в мире морских торпед для британского Королевского флота.

## Детство и юность
Роберт Фултон родился 14 ноября 1765 года в городке Литтл-Бритн (Little Britain) графства Ланкастер, штат Пенсильвания, США в сравнительно благополучной семье. Его отец, Роберт Фултон-старший, был ирландцем, а мать — Мэри Смит, родом из Шотландии, они занимались фермерством. Мать была дочерью капитана Джозефа Смита и сестрой полковника Лестера Смита. Помимо Роберта-младшего в семье было три дочери — Изабелла, Элизабет и Мэри — и младший сын, Абрахам. Когда ребёнку было всего три года, отец умер, и мать с детьми переехали в Ланкастер, продав ферму. В школе юный Роберт не блистал успехами, предпочитая проводить свободное время в местных оружейных мастерских, занимаясь рисованием, черчением и изготовлением фейерверков. В возрасте 12 лет Роберт увлёкся паровыми двигателями, а уже в 14 лет — успешно испытал свою лодку, оснащённую колёсным двигателем на ручном приводе.
С 17 лет Фултон жил в Филадельфии, работая поначалу помощником ювелира, а затем — художником и чертёжником. В 1786 году, в возрасте 21 года, то есть по достижении совершеннолетия, Фултон, воспользовавшись советом Бенджамина Франклина, уехал в Англию, где изучал искусство рисовальщика и архитектуру у знаменитого Бенджамина Уэста, с отцом которого был дружен отец Роберта.

## Пароход Фултона
Уже в 1793 году он представил планы постройки парохода правительствам США и Великобритании.
В 1797 году Фултон переехал во Францию. Здесь он экспериментировал с торпедами, а в 1800 представил Наполеону практическую модель подводной лодки, «Наутилус». В этом же году, по просьбе и с поддержкой посла США Роберта Ливингстона, Фултон начал эксперименты с паровыми двигателями. В 1803 году паровое судно длиной 20 м и шириной 2.4 м было испытано на Сене в присутствии нескольких членов Института Франции: Боссю, Вольнея, Карно, Мишо и Прони. Кроме Фултона на борт парохода решил подняться лишь Франсуа Андриё, написавший впоследствии, что Фултон жаловался ему на значительные препятствия, чинимые морским министром Дени Декресом, «врагом любых инноваций». Судно достигло скорости 3 узлов против течения. Парижская публика равнодушно глазела на него, недоумённо задавая вопрос: «А зачем это нужно?» Сходно отреагировали и представители Института.
В 1804 году Фултон перешёл на другую сторону и переехал в Великобританию, где премьер-министр Уильям Питт Младший поручил ему создать ряд вооружений для использования Королевским флотом во время опасений вторжения Наполеона. Среди его изобретений были первые в мире современные военно-морские «торпедо» (современные мины). Они были испытаны вместе с несколькими другими его изобретениями во время рейда на Булонь в 1804 году, но имели ограниченный успех. Хотя Фултон продолжал развивать свои изобретения вместе с британцами до 1806 года, сокрушительная морская победа адмирала Горацио Нельсона в Трафальгарской битве 1805 года значительно снизила риск французского вторжения. В результате Фултон все чаще отодвигался на второй план, однако смог добиться от британского правительства выплаты в 10 000 фунтов.
Вследствие этого и воодушевлённый техническим успехом, Фултон заказал за 2750 долларов более мощный паровой двигатель в фирме Болтона и Уатта. В 1806 году двигатель был доставлен в Нью-Йорк, куда переехал и Фултон, чтобы руководить постройкой судна. В том же году он создаёт проект подводного судна.

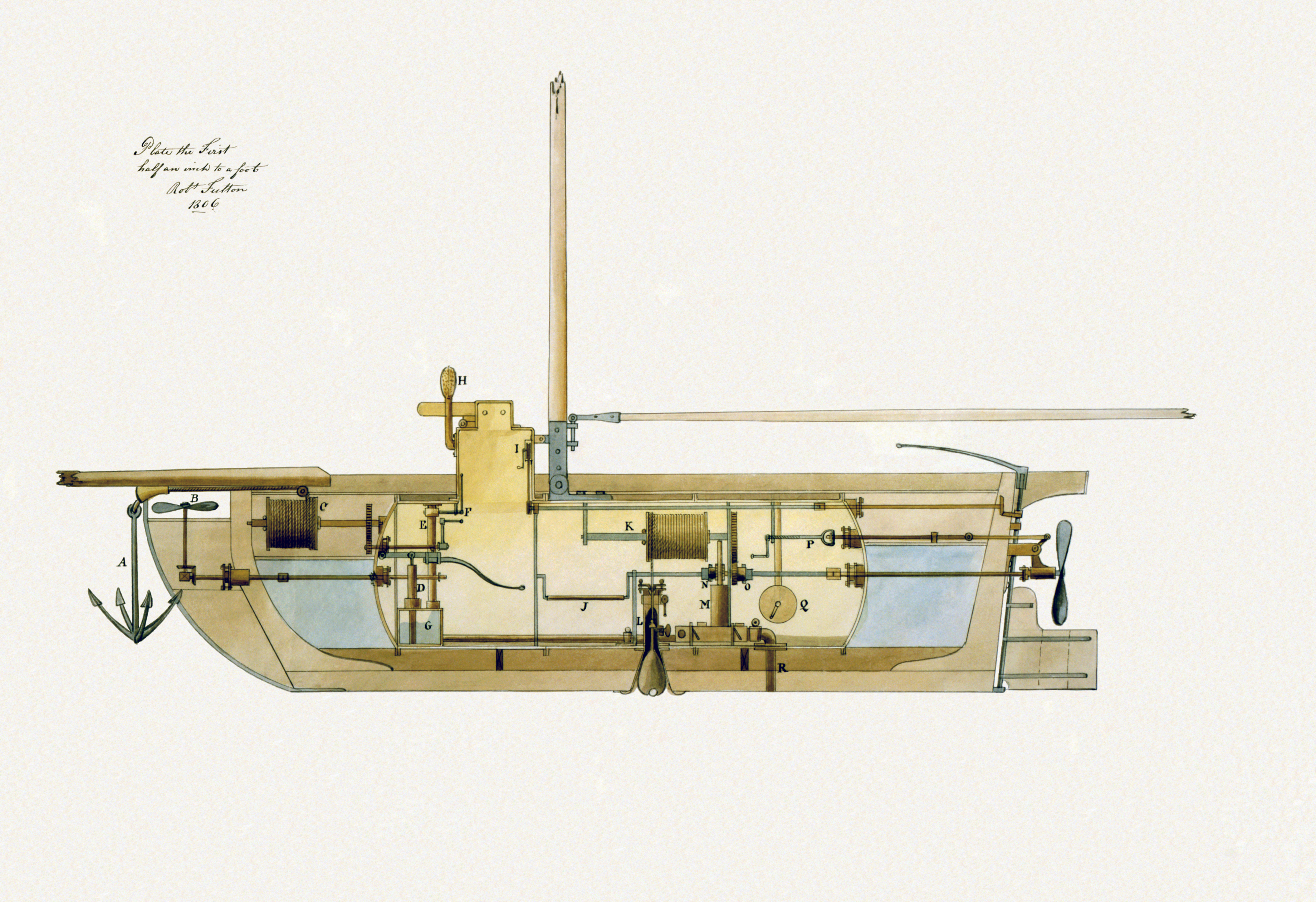
Проект субмарины Фултона, 1806 год

В первое плавание пароход Фултона вышел 17 августа 1807 года. Первый пароход часто называют «Клермонт». На самом деле, Фултон назвал его «Пароход Северной Реки» (англ. North River Steamboat), а «Клермонтом» называлась усадьба его партнёра Ливингстона, на реке Гудзон в 177 км от Нью-Йорка, которую пароход посетил во время первого плавания. Затем пароход продолжил путь до Олбани. При стоимости постройки около 5 тысяч долларов «Клермонт» в первый же год эксплуатации принёс 16 тысяч. На волне успеха в 1808 году Фултон женился на Гарриет Ливингстон (1783—1826), племяннице посла, которая была на девятнадцать лет моложе его, имела хорошее образование и была опытным художником-любителем и музыкантом. В браке у них было четверо детей.
Фултон запатентовал свой пароход 11 февраля 1809 года и в последующие годы построил ещё несколько паровых судов. В 1814 году Фултон заложил 44-пушечный военный пароход «Фултон I», также известный как «Демологос» (англ. Demologos), но не дожил до окончания постройки.
Через российских дипломатов в США — А. Я. Дашкова и П. П. Свиньина — Фултон предложил Н. П. Румянцеву свои проекты строительства паровых кораблей и идею создания торпед (1811), получившие широкую поддержку в Российской империи. Последний построенный Фултоном в США пароход даже носил имя «Император России». С 1813 года Фултон мог стать обладателем эксклюзивного права на постройку пароходов в России: император Александр I предоставил ему монопольное право на эксплуатацию пароходных судов на линии Санкт-Петербург-Кронштадт, а также на российских реках в течение 15 лет. Но Фултон не смог воспользоваться договором, так как не выполнил основного условия — в течение трёх лет не ввёл в строй ни одного судна, чему помешали начавшаяся вскоре после договорённости с ним Отечественная война 1812 года и англо-американская война 1812-14 годов, а затем и кончина Фултона. Этот контракт достался шотландскому промышленнику Чарльзу Берду.

## Проект моста

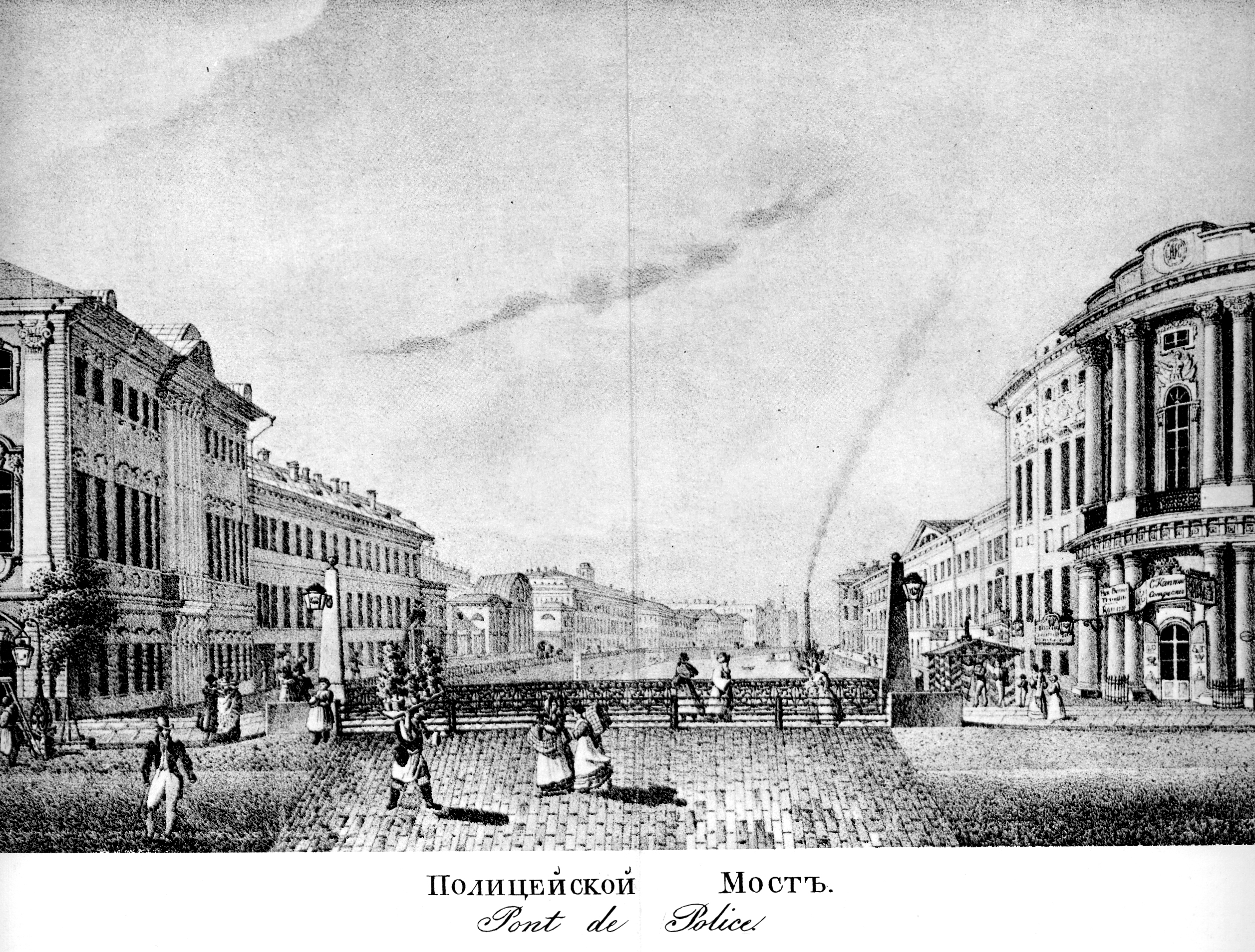
Полицейский мост (Санкт-Петербург) в 1830-е годы

Фултон создал проект чугунного моста и в 1796 году опубликовал его в Лондоне. Этот проект так и не был реализован на родине, но в 1806 году на основе этого проекта шотландский инженер В. Гесте в Санкт-Петербурге построил Зелёный мост через реку Мойку.
Этот мост сохранился, пережив несколько расширений без изменения конструкции.

## Закат жизни
Деятельность Фултона в развитии пароходства в Америке протекала в жёсткой конкурентной борьбе, в которой он пользовался поддержкой влиятельных фигур — Роберта Ливингстона и Джоэла Барлоу. Ему пришлось многое из своих капиталов потратить на судебные тяжбы по поводу нарушения его патентных прав на пароходы, на подавление конкурентов — строителей пароходов, которые нашли лазейки в предоставленной ему государством монополии. Исчерпанию его богатства способствовали также траты на некоторые проекты, которые не были материально поддержаны правительством, а также траты на благотворительность. После очередного судебного разбирательства Фултон сильно простудился, спасая из полыньи на переправе по реке Гудзон своего друга, отставного генерального прокурора штата Томаса Эддиса Эммета, тяжело заболел и скончался от пневмонии 24 февраля 1815 года. Он был похоронен в Нью-Йорке в семейном склепе Ливингстонов при небывалом стечении народа и под залпы артиллерийских орудий. Для того чтобы почтить память «великого гражданина» законодательное собрание приняло беспрецедентное для истории США постановление о шестидневном трауре депутатов обеих палат. Между тем семья Р. Фултона оказалась в затруднительном финансовом положении и обратилась за помощью к правительству. Только в 1846 году Конгресс США принял решение о выделении семье Фултона в качестве финансовой помощи 76 300 долларов

## Память
В честь Фултона назван родной городок в штате Пенсильвания, два округа в штатах Нью-Йорк и Огайо и улица в Нью-Йорке.
В 1825 году в его честь был назван город Фултон в штате Миссури, США.. Портрет Фултона был изображён на обороте серебряного сертификата США номиналом $2 образца 1896 года.

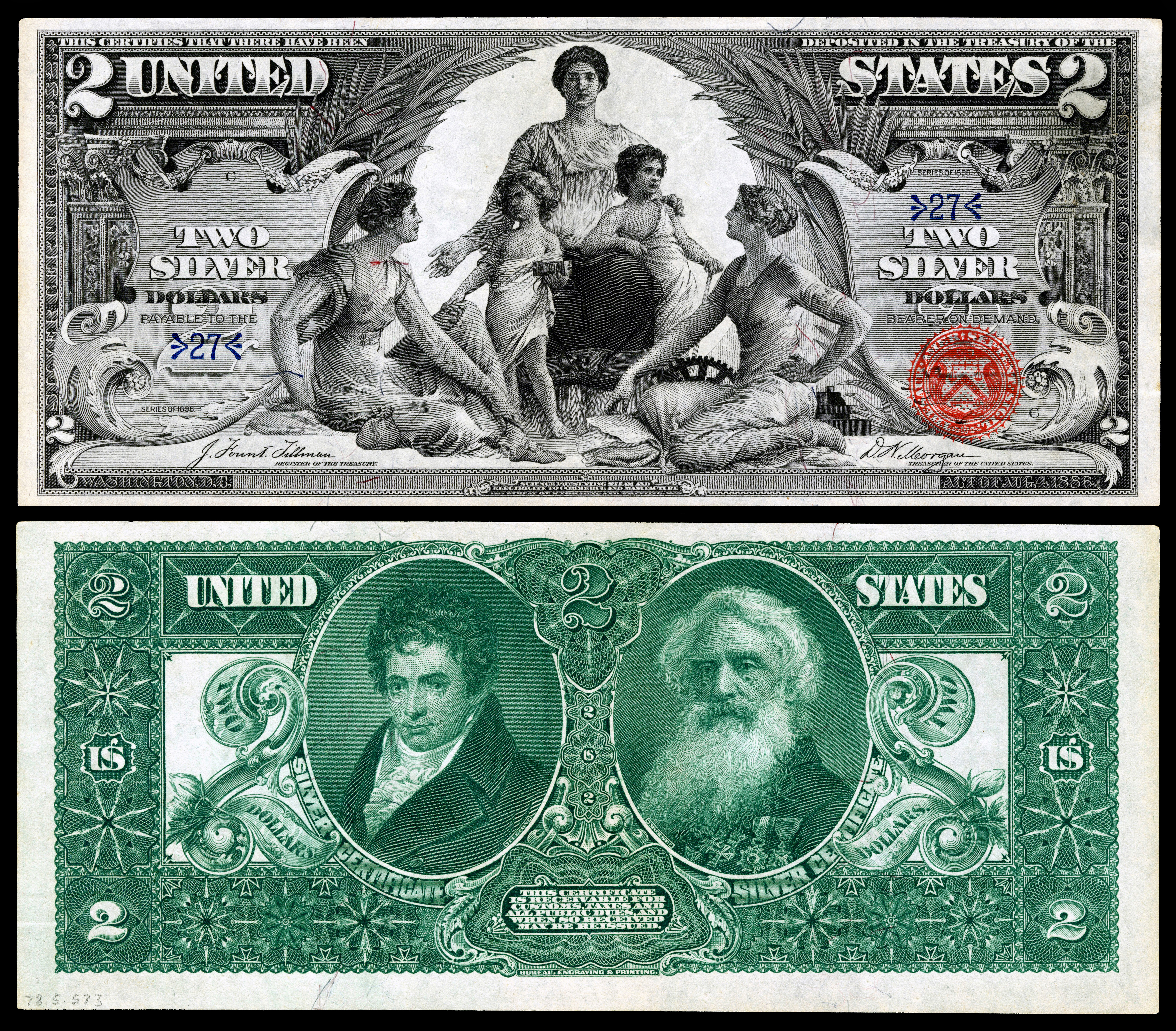
Серебряный сертификат с портретами изобретателей Роберта Фултона и Сэмюэля Морзе на реверсе

В повести Артура Конана Дойла «Дядя Бернак» Фултон с несколькими репликами появляется на приёме у императрицы Жозефины в Пон-де-Брик.

## Образ в кино
- «Битва при Аустерлице» (Франция, Италия, Югославия, 1960) — актёр Орсон Уэллс